# Bright Star Catalogue
Pour les articles homonymes, voir BSC.
Le Bright Star Catalogue (BSC), le Catalogue des étoiles brillantes, appelé également Yale Catalogue of Bright Stars ou Yale Bright Star Catalogue, est un catalogue d'étoiles qui liste toutes les étoiles de magnitude inférieure ou égale 6,5, ce qui correspond en gros à toutes les étoiles visibles à l'œil nu. Le catalogue contient 9110 objets, dont 9095 sont des étoiles, 11 sont des novas ou des supernovas, et 4 des objets non-stellaires ; ces derniers sont les amas globulaires 47 Tucanae (appelé HR 95) et NGC 2808 (HR 3671) et les amas ouverts NGC 2281 (HR 2496) et M67 (HR 3515).
Le nombre d'entrées du catalogue est fixe mais ses données sont mises à jour, et il est fourni avec une section de commentaires sur les objets qui a été constamment améliorée depuis que l'astronome de Yale Frank Schlesinger publia la première version en 1930. La version 1991 est la cinquième de la série, une version marquée par une amélioration considérable de la section commentaires, jusqu'à devenir un peu plus volumineuse que le catalogue en lui-même. Cette dernière édition, complétant les éditions précédentes, a été compilée et éditée par Ellen Dorrit Hoffleit de l'université Yale,. Sa 5e édition est actuellement disponible en ligne sur plusieurs sites.
Bien que l'abréviation du catalogue soit BS ou YBS, les citations des étoiles listées dans le catalogue utilisent HR avant le numéro d'ordre, d'après le nom de son prédécesseur, le Harvard Revised Photometry Catalogue créé en 1908 par l'observatoire de Harvard.

## Éditions
- 1re : (en) Schlesinger, Frank, Catalogue of bright stars, New Haven, Connecticut, The Tuttle, Morehouse & Taylor company, 1930, 208 p. (LCCN 30033867, Bibcode 1930cbs..book.....S, lire en ligne)
- 2e : (en) Schlesinger, Frank et Jenkins, Louise F., Catalogue of Bright Stars, New Haven, Connecticut, The New Haven printing company, 1940, 213 p. (OCLC 25440079, LCCN 41021393, Bibcode 1940cbs..book.....S)
- 3e : (en) Hoffleit, Dorrit, Catalogue of Bright Stars, New Haven, Connecticut, Yale University Observatory, 1964, 415 p. (Bibcode 1964cbs..book.....H, lire en ligne)
- 4e : (en) Hoffleit, Dorrit et Jaschek, Carlos, The Bright Star Catalogue. Fourth revised edition. (Containing data compiled through 1979)., New Haven, Connecticut, Yale University Observatory, 1982, 472 p. (Bibcode 1982bsc..book.....H)
  - Supplément : (en) Hoffleit, Dorrit, Saladyga, Michael et Wlasuk, P., A Supplement to the Bright Star Catalogue. Containing data compiled through 1981 for stars 7.10 V and brighter that are not in the Bright Star Catalogue., New Haven, Connecticut, Yale University Observatory, 1983, 135 p. (ISBN 0914753010, Bibcode 1983bscs.book.....H)
- 5e : (en) Hoffleit, Dorrit et Jaschek, Carlos, The Bright Star Catalogue, New Haven, Connecticut, Yale University Observatory, 1991, 472 p. (Bibcode 1991bsc..book.....H)